# Bandon (rivière)
Pour les articles homonymes, voir Bandon.
La Bandon (en Irlandais Abhainn na Bandan, de ban-dea, signifiant « déesse »), est une rivière du comté de Cork en Irlande. 

## Géographie
La Bandon prend sa source à Nowen Hill (en) dans les monts Shehy, au nord de Drimoleague (en). Elle coule ensuite vers Dunmanway, avant de tourner vers l'est vers les villages de Ballineen and Enniskean (en). Elle traverse le centre de la ville de Bandon, puis Innishannon et Kilmacsimon (en), avant de se jeter dans le port de Kinsale sur la côte sud de l'Irlande.
Ses affluents comprennent les rivières Sally et Brewery à Dunmanway, la Small Blackwater près de Ballineen et la rivière Bridewell à Bandon. La rivière est traversée par un total de 15 ponts (dont deux passerelles). Il y avait aussi quatre ponts ferroviaires, dont un est encore intact (sur des terres agricoles près de Dunmanway). Les vestiges des autres - près de Murragh, Bandon et Innishannon - consistent uniquement en culées et/ou piles, les travées ayant été supprimées.